# Mistrzostwa Świata w Piłce Nożnej 2022 (eliminacje strefy CONCACAF)/Grupa F
Grupa F jest jedną z sześciu grup eliminacji pierwszej rundy do Mistrzostw Świata 2022. Składa się z pięciu niżej wymienionych reprezentacji:
- Trynidad i Tobago
- Saint Kitts i Nevis
- Gujana
- Portoryko
- Bahamy

Każda drużyna rozegra z każdą jeden mecz (u siebie lub na wyjeździe). Mecze rozpoczną się w marcu 2021. Drużyna z pierwszego miejsca awansuje do drugiej rundy.

## Tabela
| Lp. | Drużyna             | M | Mecze | Mecze | Mecze | Bramki | Bramki | Bramki | Pkt |
| Lp. | Drużyna             | M | W     | R     | P     | +      | −      | +/−    | Pkt |
| --- | ------------------- | - | ----- | ----- | ----- | ------ | ------ | ------ | --- |
| 1.  | Saint Kitts i Nevis | 4 | 3     | 0     | 1     | 8      | 2      | +6     | 9   |
| 2.  | Trynidad i Tobago   | 4 | 2     | 2     | 0     | 6      | 1      | +5     | 8   |
| 3.  | Portoryko           | 4 | 2     | 1     | 1     | 10     | 2      | +8     | 7   |
| 4.  | Gujana              | 4 | 1     | 0     | 3     | 4      | 8      | −4     | 3   |
| 5.  | Bahamy              | 4 | 0     | 1     | 3     | 0      | 15     | −15    | 1   |

## Wyniki
| 25 marca 2021 00:00 CET | Saint Kitts i Nevis · Nelson 42' | 1:0(1:0)Raport | Portoryko | Estadio Panamericano w San Cristóbal, San Cristóbal (Dominikana) Sędzia: Randy Encarnacion Solano |
|                         |                                  |                |           |                                                                                                   |

| 26 marca 2021 00:00 CET | Trynidad i Tobago · García 7' · Bateau 15' · Telfer 44' | 3:0(3:0)Raport | Gujana | Estadio Panamericano w San Cristóbal, San Cristóbal (Dominikana) Sędzia: Marco Antonio Ortíz Nava |
|                         |                                                         |                |        |                                                                                                   |

| 28 marca 2021 00:00 CET | Bahamy | 0:4(0:1)Raport | Saint Kitts i Nevis · 25', 65' Freeman · 53' (k) Rogers · 82' Sterling-James | Thomas Robinson Stadium, Nassau Sędzia: Benbito Celima |
|                         |        |                |                                                                              |                                                        |

| 28 marca 2021 22:00 CEST | Portoryko · Rivera 72' | 1:1(0:0)Raport | Trynidad i Tobago · 54' Jones | Mayagüez Athletics Stadium, Mayagüez Sędzia: Adonai Escobedo |
|                          |                        |                |                               |                                                              |

| 30 marca 2021 21:00 CEST | Gujana · Vancooten 8' · Daniel 54' · Glasgow 75' · Welshman 81' | 4:0(1:0)Raport | Bahamy | Estadio Olímpico Félix Sánchez, Santo Domingo (Dominikana) Sędzia: Sergio Reyna |
|                          |                                                                 |                |        |                                                                                 |

| 3 czerwca 2021 00:00 CEST | Portoryko · Díaz 3' · R. Rivera 13', 43' (k) · Angking 31' · Vega 62' · Servania 66' · Hayes 90+2' | 7:0(4:0)Raport | Bahamy | Mayagüez Athletics Stadium, Mayagüez Sędzia: Tori Penso |
|                           | |                |        |                                                         |

| 4 czerwca 2021 22:00 CEST | Saint Kitts i Nevis · Freeman 9' (k), 36' · Sawyers 67' | 3:0(2:0)Raport | Gujana | Warner Park Sporting Complex, Basseterre Sędzia: Ricangel de Leça |
|                           |                                                         |                |        |                                                                   |

| 5 czerwca 2021 23:00 CEST | Bahamy | 0:0(0:0)Raport | Trynidad i Tobago | Thomas Robinson Stadium, Nassau Sędzia: Oliver Vergara |
|                           |        |                |                   |                                                        |

| 8 czerwca 2021 22:00 CEST | Gujana | 0:2(0:2)Raport | Portoryko · 12' R. Rivera · 25' (k.) Angking | Warner Park Sporting Complex, Basseterre (Saint Kitts i Nevis) Sędzia: Ismael Cornejo Meléndez |
|                           |        |                |                                              |                                                                                                |

| 8 czerwca 2021 23:00 CEST | Trynidad i Tobago · Muckette 36' · Hyland 74' | 2:0(1:0)Raport | Saint Kitts i Nevis | Estadio Olímpico Félix Sánchez, Santo Domingo (Dominikana) Sędzia: Randy Encarnacion Solano |
|                           |                                               |                |                     |                                                                                             |

## Strzelcy
4 gole
- Ricardo Rivera
- Keithroy Freeman

2gole
- Isaac Angking

1 gol
- Kadell Daniel
- Omari Glasgow
- Terence Vancooten
- Emery Welshman
- Gerald Díaz
- Lester Hayes
- Jaden Servania
- Devin Vega
- Vinceroy Nelson
- Kimaree Rogers
- Romaine Sawyers
- Omari Sterling-James
- Sheldon Bateau
- Levi García
- Khaleem Hyland
- Joevin Jones
- Duane Muckette
- Ryan Telfer